# Bad Zwesten
Bad Zwesten è un comune tedesco di 3 832 abitanti situato nel land dell'Assia.